# (834) Burnhamia
(834) Burnhamia ist ein Asteroid des Hauptgürtels, der am 20. September 1916 vom deutschen Astronom Max Wolf in Heidelberg entdeckt wurde. 
Die Benennung des Asteroiden erfolgte zur Ehrung des US-amerikanischen Astronomen Sherburne Wesley Burnham.